# Inukai Tsuyoshi
Inukai Tsuyoshi est un nom japonais traditionnel ; le nom de famille (ou le nom d'école), Inukai, précède donc le prénom (ou le nom d'artiste).
Inukai Tsuyoshi (犬養 毅, Inukai Tsuyoshi, né le 4 juin 1855 et assassiné le 15 mai 1932) est un homme d'État japonais, dix-huitième Premier ministre du Japon du 13 décembre 1931 au 15 mai 1932.

## Biographie
Inukai Tsuyoshi commence par travailler comme journaliste avant de se tourner vers la politique. Il fut nommé ministre de l'éducation en 1898. En 1929, il devient président du Rikken Seiyūkai et élu premier ministre en 1931.

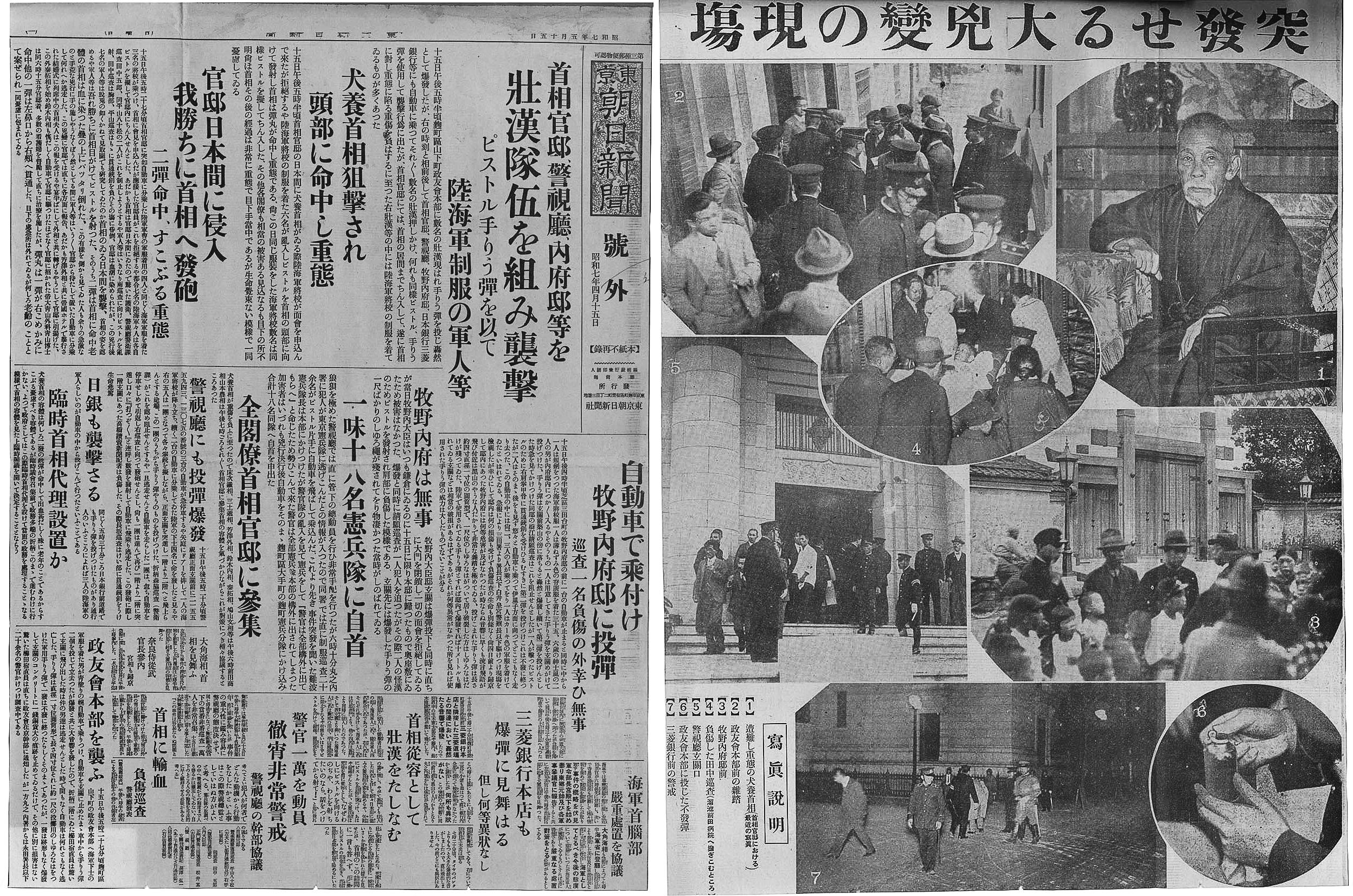
Article du Tokyo Asahi Shimbun paru le 15 mai 1932 et faisant état de l'assassinat d'Inukai et de la tentative de coup d'État.

Après sa ratification du traité naval de Londres, imposant des limites à la flotte impériale, Inukai est tué dans sa résidence privée lors de « l'Incident du 15 mai » par un commando de neuf officiers fanatiques de la Marine impériale japonaise qui ont reçu l'appui du propagandiste Shūmei Ōkawa, du fondateur du Gen'yōsha, Tōyama Mitsuru et de Sadao Araki, ministre de l'Armée qui les qualifie de « patriotes irréprochables ». Les assassinats de Nobuaki Makino et de Kimmochi Saionji, alors en compagnie du fils d'Inukai à un match de sumo, sont également prévus.
Cet assassinat entraîne une violente altercation entre Hirohito et son frère Yasuhito Chichibu, qui soutient les mutins.